# Ivan Endlicher
Ivan Endlicher (éndliher), slovenski gimnazijec preporodovec, * 9. junij 1891, Ljubljana, † 4. september 1915, Gradec.
Endlicher je bil eden od voditeljev dijaške jugoslovansko usmerjene organizacije preporodovcev. Bil je navdušen privrženec jugoslovanske ideje, dober organizator in govornik. Že od 1912 je bil med preporodovci, zlasti aktiven je bil od 1913 dalje, ko je bil zaradi politične dejavnosti tudi izključen iz 7. razreda gimnazije na Sušaku pri Reki in se je moral vrniti v Ljubljano. Po sarajevskem atentatu na prestolonaslednika Franca Ferdinanda je bil zaprt in na procesu proti preporodovcem decembra 1914 obsojen na 7 mesecev, umrl je v zaporu.